# کیله (کوهدشت)
کیله یک روستا در ایران است که در شهرستان کوهدشت استان لرستان واقع شده‌است.

## جمعیت
این روستا در دهستان کوهدشت جنوبی قرار دارد و براساس سرشماری مرکز آمار ایران در سال ۱۳۸۵، جمعیت آن ۸۷۸ نفر (۱۶۵ خانوار) بوده‌است.